# Plectocretacicus clarae
Plectocretacicus clarae è un pesce osseo estinto, appartenente ai tetraodontiformi. Visse nel Cretaceo superiore (Cenomaniano, circa 95 milioni di anni fa) e i suoi resti fossili sono stati ritrovati in Medio Oriente.

## Descrizione
Questo pesce era di dimensioni minuscole, e gli esemplari finora conosciuti non superano i 3 centimetri di lunghezza. Possedeva un corpo quasi circolare, con una piccola testa dai grandi occhi e dalla bocca ampia. La testa e il corpo erano completamente racchiusi in un'armatura costituita da piastre ossee esagonali, suturate fra loro a formare un carapace, dal quale uscivano solo il peduncolo della pinna caudale e l'origine delle altre pinne.
Plectocretacicus, a differenza delle forme simili, era sprovvisto di spine della pinna dorsale, la quale era dotata di sei raggi. Le pinne pelviche erano dotate di una spina corta e robusta, ed erano prive di raggi; erano inoltre in posizione addominale, all'estremità posteriore del bacino, proprio di fronte alla pinna anale. 

## Classificazione
Plectocretacicus è uno dei più antichi fra i tetraodontiformi, il gruppo di pesci comprendenti anche i pesci scatola e i pesci palla. In particolare, Plectocretacicus è considerato un membro della superfamiglia Plectocretacicoidea, comprendente altre forme basali quali Protriacanthus e Cretatriacanthus. 
Plectocretacicus clarae venne descritto per la prima volta nel 1979 da Lorenzo Sorbini, sulla base di un singolo esemplare rinvenuto nella zona di Hakel, in Libano, in terreni risalenti al Cenomaniano. Altri fossili sono stati rinvenuti in seguito nella stessa zona e hanno permesso di classificare al meglio questa specie. 